# تسنوري (جورجيا)

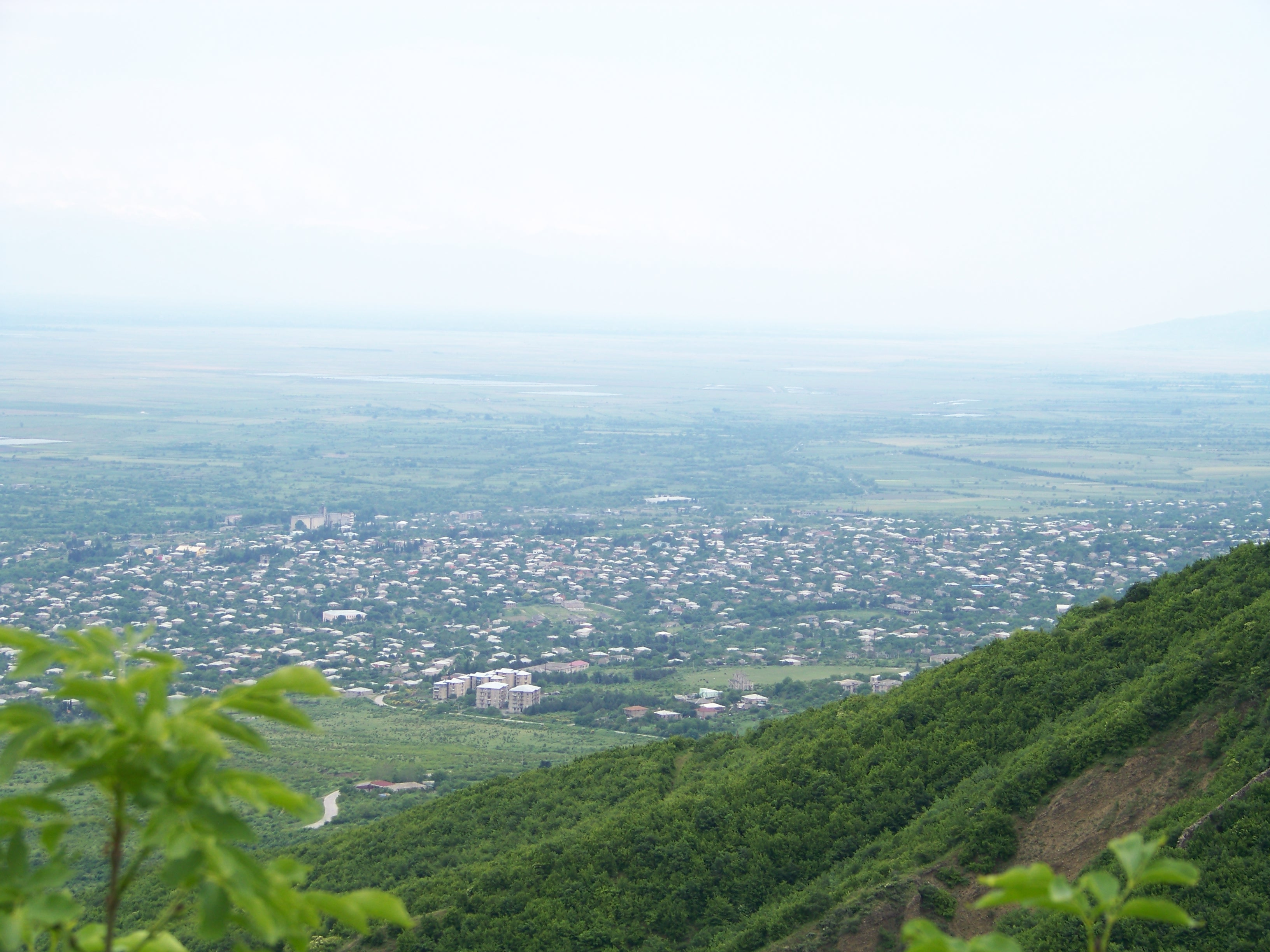
تسنوري

تسنوري (بالجورجية: წნორი) هي مدينة (منذ العام 1965) في منطقة كاخيتي في جورجيا. تقع في وادي كاخيتي بالقرب من بلدة سغناغي ويبلغ عدد سكانها 4815 نسمة (إحصاء جورجيا 2014).

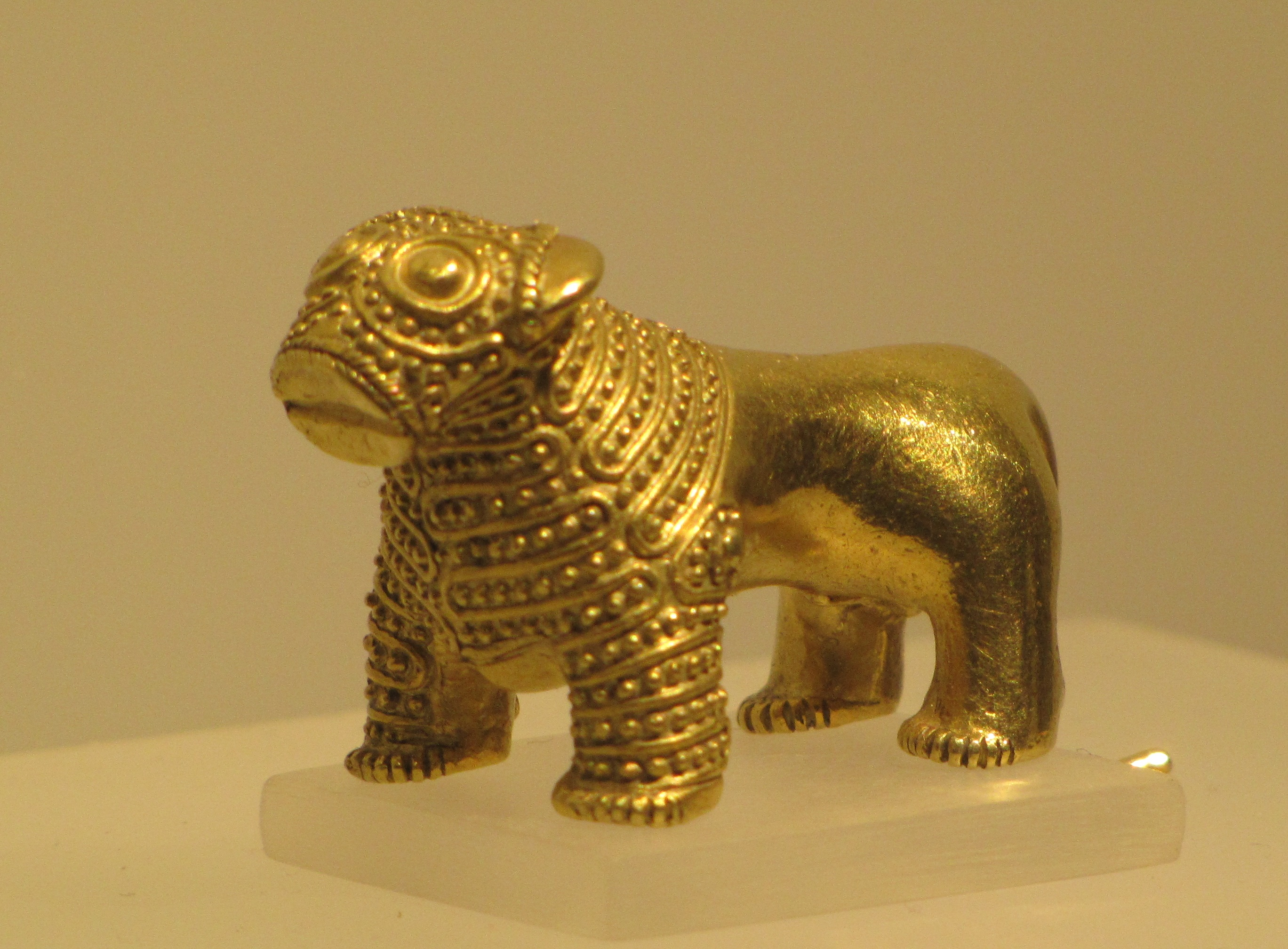
أسد ذهبي جورجي محفور في تسنوري

كشفت الحفريات الأثرية في تسنوري عن مجموعات من الكورغان (تل جنائزي) التي تحتوي على تلال الدفن الأكثر تفصيلًا بين ثقافات كورغان من العصر البرونزي المبكر في جنوب القوقاز.